# Don Bielke
Donald P. "Don" Bielke (nacido en 1930 en Saint Paul, Minnesota) es un exjugador de baloncesto estadounidense que disputó una temporada en la NBA. Con 2,01 metros de estatura, jugaba en la posición de pívot.

## Trayectoria deportiva

### Universidad
Jugó durante su etapa universitaria con los Crusaders de la Universidad de Valparaiso, donde en su última temporada promedió 17,7 puntos y 15,4 rebotes por partido, cifra esta última que es todavía récord histórico del equipo, siendo elegido ese año mejor jugador de la Indiana Collegiate Conference.

### Profesional
Fue elegido en la sexagésimo séptima posición del Draft de la NBA de 1954 por Fort Wayne Pistons, pero no fue hasta el año siguiente cuando fichó por el equipo, jugando únicamente 7 partidos, en los que promedió 2,0 puntos y 1,3 rebotes.

## Estadísticas de su carrera en la NBA

### Temporada regular
| Temporada | Edad | Equipo             | Liga | P | TIT | MIN | TC  | TCA | %TC  | 3P | 3PA | %3P | TL  | TLA | %TL  | R.OF. | R.DEF. | REB | ASIS | ROB | TAP | PER | FP  | PTS |
| 1955-56   |      | Fort Wayne Pistons | NBA  | 7 |     | 5.4 | 0.7 | 1.3 | .556 |    |     |     | 0.6 | 1.0 | .571 |       |        | 1.3 | 0.1  |     |     |     | 1.3 | 2.0 |
| Total     |      |                    | NBA  | 7 |     | 5.4 | 0.7 | 1.3 | .556 |    |     |     | 0.6 | 1.0 | .571 |       |        | 1.3 | 0.1  |     |     |     | 1.3 | 2.0 |